# راندال ريدر
راندال ريدر (بالإنجليزية: Randal Reeder)‏ هو منتج أفلام ومصارع محترف وكاتب سيناريو ومخرج وممثل أمريكي، ولد في 27 نوفمبر 1971 في الولايات المتحدة.

## أعمال

### أفلام
- (2005) مدينة الخطيئة[1][2][3]
- (2008) دبليو
- (2008) هروب هارولد وكومار من خليج غوانتانامو
- (2010) تيكن
- (2010) فامبيرز ساك[4]
- (2012) 21 شارع جامب
- (2012) الساعي
- (2012) متخفية للغاية
- (2016) ديدبول[5]
- (2018) ديدبول 2[6]

### مسلسلات
- جوال تكساس ووكر
- كاسل

## وصلات خارجية
- راندال ريدر على موقع IMDb (الإنجليزية)
- راندال ريدر على موقع ألو سيني (الفرنسية)
- راندال ريدر على موقع أول موفي (الإنجليزية)
- راندال ريدر على موقع قاعدة بيانات الفيلم (الإنجليزية)
- راندال ريدر على موقع كينوبويسك (الروسية)